# أومير داماري
أومير داماري (24 مارس 1989 بريشون لتسيون في إسرائيل - ) (بالعبرية: עומר דמארי‏) هو لاعب كرة قدم إسرائيلي في مركز الهجوم. شارك مع منتخب إسرائيل تحت 21 سنة لكرة القدم ومنتخب إسرائيل لكرة القدم. أما مع النوادي، فقد لعب مع آر بي لايبزيغ وأوستريا فيينا ونادي ريد بل سالزبورغ ونادي هبوعيل تل أبيب ومكابي بتاح تكفا.

## وصلات خارجية
- أومير داماري على موقع الاتحاد الأوربي (الإنجليزية)
- أومير داماري على موقع الدوري الأمريكي (الإنجليزية)
- أومير داماري على موقع قاعدة بيانات كرة القدم.إي يو (الإنجليزية)
- أومير داماري على موقع ناشيونال فوتبول تيمز (الإنجليزية)
- أومير داماري على موقع Soccerway.com (الإنجليزية)
- أومير داماري على موقع عالم كرة القدم.نت (الإنجليزية)
- أومير داماري على موقع AS.com (الإسبانية)